# Slaget vid Langnes skans
Slaget vid Langnes skans var ett slag den 9 augusti 1814. Det utkämpades mellan Sverige och Norge under Fälttåget mot Norge. Skansarna utanför Langnes i nuvarande Indre Østfolds kommun var en försvarslinje som höll för tre svenska frontalattacker. Omkring 100 svenska soldater stupade och sårades under slaget, men eftersom norrmännen stred i skydd bakom sina försvarsanläggningar stupade bara sex norrmän och tio sårades. Svenskarna insåg att de inte kunde ta sig igenom skansen och beslutade att hitta en ny väg till huvudstaden.

## Bakgrund
I freden i Kiel bestämdes det att Danmark skulle avträdda Norge till kungen av Sverige. Norrmännen vägrade dock att acceptera detta varför Sverige förklarade krig mot Norge den 26 juli 1814. Den svenska huvudstyrkan under befäl av kronprins Carl Johan landsteg den 29 juli på Hvaleröarna och intog Fredrikstad. De underlägsna norska styrkorna drog sig då tillbaka över Glommaälven där de hade förberett en linje av fältbefästningar. Strax efteråt skickades en svensk armé på 3.000 man under befäl av Eberhard von Vegesack för att bryta igenom de norska ställningarna och rycka fram mot Kristiania

## Slaget
Den 8 augusti nådde de svenska förtrupperna fram till de den norska pontonbron som korsade Glomma och följande natt nåddes Langnes. Under tiden hade den norske befälhavaren, Diderich Hegermann, sänt ut spejare för att hålla uppsikt över de svenska trupprörelserna. Ihärdigt regnande i kombination med nattmörkret gjorde att de svenska bataljonerna kom i oordning. Hegermann bestämde sig därför för att gå till anfall innan svenskarna hunnit formera sig ordentligt. Anfallet slogs dock tillbaka och norrmännen tvingades dra sig tillbaka till huvudställningen. I gryningen den 9 augusti gick svenskarna till anfall mot de norska skansarna. Hegermann hade beordrat sina trupper att vänta med att öppna eld tills svenskarna var ända framme vid försvarsverken. Det häftiga regnandet hade förvandlat slagfältet till en lervälling vilket försvårade den svenska framryckningen. Väl framme utsattes de svenska kolonnerna för mördande artillerield och led svåra förluster. Svenskarna drog sig tillbaka tillfälligt för att gruppera om sig och gick sedan till anfall igen bara för att än en gång tvingas tillbaka av den norska eldgivningen. Vid middagstid gjorde svenskarna ett sista försök, den här gången formerade på tunnare linjer för att försvåra för det norska artilleriet. Trots detta tvingade den norska artillerielden återigen tillbaka de svenska trupperna.

## Efterspel
Efter tre fruktlösa anfall beslutade sig den svenska ledningen för att hitta en ny väg till Kristiania varför de svenska trupperna lämnade slagfältet. Hegermann planerade ett motanfall mot de retirerande svenskarna men stoppades av kung Christian Fredrik som inte ville offra fler av sina soldater. Svenskarnas misslyckande att driva de norska trupperna ur sina ställningar gav dock norrmännen möjlighet att förhandla om fred istället för villkorslös kapitulation.  